# Lionel Ravi
Lionel Ravi est un footballeur français international martiniquais né le 12 novembre 1985 en Martinique. Il évolue au poste de milieu de terrain avec le Club franciscain en DH Martinique et avec la sélection de la Martinique.

## Biographie

### Clubs
Formé à l’essor préchotain
1998/1999 fc cascol Oullins Lyon
2000/2007 club peléen morne rouge 
2007/2009 cs case pilote 
2009/2012 golden lion saint Joseph
2012/2014 club franciscain 
2014/2016 essor prechotain

## Palmarès
- Champion de Division d'honneur martiniquaise en 2013